# 10195 Nebraska
A 10195 Nebraska (ideiglenes jelöléssel 1996 RS5) a Naprendszer kisbolygóövében található aszteroida. R. Linderholm fedezte fel 1996. szeptember 13-án.